# 鮑迪奇峰
68°30′S 65°22′W / 68.500°S 65.367°W
鮑迪奇峰（英語：Bowditch Crests）是南極洲的山峰，座標68°30′S 65°22′W，位於葛拉漢地的鮑曼海岸，處於伯梅爾半島，在1935年11月由美國探險家拍攝空中照片，現時由南極條約體系管理。